# Arturo Fernández Bazán
César Arturo Fernández Bazán (Trujillo, 11 de mayo de 1976) es un obstetra, ginecólogo y político peruano. Fue alcalde del distrito de Moche entre 2019 al 2022 y desde 2023 fue alcalde provincial de Trujillo hasta inicios de 2024 cuando fue suspendido de sus funciones, y actualmente es candidato a la presidencia del Perú por el partido Un Camino Diferente.

## Biografía
César Arturo Fernández Bazán nació en Trujillo (La Libertad) el 11 de mayo de 1976.

## Estudios
Estudio Medicina Humana en la Universidad Carolina en Praga.

## Carrera política
Fue alcalde de Moche en el periodo 2019 a 2022, por el partido Alianza para el Progreso. Durante su alcaldía, promovió soluciones pseudocientíficas para combatir la COVID-19. Además, el entonces burgomaestre envió una carta con sangre al presidente Martín Vizcarra para que anule cuarentena decretada en el país. En este mandato, ganó fama por la construcción de las esculturas inspiradas en las vasijas de la cultura Moche, los huacos eróticos.
En el año 2022 anunció su candidatura a la alcaldía de la provincia de Trujillo, ganando dichas elecciones con Somos Perú. En su campaña electoral, empleó los mencionados huacos eróticos como elemento distintivo.
En agosto de 2022, Arturo Fernández recibió una sentencia del Quinto Juzgado Penal Unipersonal de la Corte Superior de Justicia de La Libertad que incluyó un año de prisión suspendida y la obligación de pagar una reparación civil de 25 mil soles, tras ser encontrado culpable por el delito de difamación en contra la teniente PNP Nataly Rojas Rojas. En consecuencia, todos los regidores acordaron suspender al alcalde durante una sesión especial del Concejo Municipal, según lo establecido en la Ley Orgánica de Municipalidades, dicha suspensión fue ratificada por el Jurado Nacional de Elecciones.
En 2024 anunció su precandidatura a la presidencia del Perú para el 2026 por el partido Un Camino Diferente.

## Controversias
En 2023, Arturo intento clausurar el centro comercial Real Plaza Trujillo por falta de inspección municipal, mantenimiento y seguridad, asegurando que ese mall es una bomba de tiempo debido a un asesinato cometido en el área de comidas . Este caso causó gran controversia; el congresista Diego Bazán afirmó que el cierre temporal del centro comercial es un abuso ilegal que afecta el empleo de los trujillanos, por otro lado, el regidor provincial de Trujillo, Jorge Vásquez cuestiono que Arturo no tiene el mínimo criterio de gestión pública. 
En 2024, el Poder Judicial decidió declarar reo contumaz a Arturo Fernández Bazán por actitud maliciosa, falta grave y abandono de audiencias en el caso del arqueólogo Ricardo Morales, exdirector del Proyecto Huacas de Moche, ya que Bazán lo habría difamado. Arturo pasó a la clandestinidad, y asumió de forma provisional (y luego definitiva) el regidor provincial de Somos Perú, Mario Reyna.
Arturo ha acusado que Mario tendría cierta afinidad por APP y buscaría la candidatura para 2026 con este partido, sirviendo como "infiltrado" al gobernador de La Libertad, César Acuña. Reyna desmintió esa acusación.
En 2025, Arturo volvió a acusar a Mario por el incidente ocurrido en la filial local del centro comercial Real Plaza, que se saldó con víctimas mortales. Según él, ordenó la clausura del centro comercial debido a deficiencias estructurales y afirmó que lo adecuado habría sido demolerlo, pero esa decisión se canceló posteriormente tras su salida.